# Lyon Poche Presse
Le Groupe français Lyon Poche Presse, fondé par Patrick Deschamps, éditait des journaux hebdomadaires payants et des sites Web dédiés aux sorties. Il était coté au Marché libre d'Euronext Paris.
À Lyon, il éditait l'hebdomadaire Lyon Poche et le site internet www.lyonpoche.com.
A Nice, il éditait l'hebdomadaire L'Officiel des loisirs et le site internet nice.lofficieldesloisirs.com.
À Marseille, il éditait l'hebdomadaire L'Officiel des loisirs et le site internet marseille.lofficieldesloisirs.com.

## Historique
La société (sous le numéro 339-585-432) a été immatriculée le 15 décembre 1986.
Le 18 octobre 2011, elle a été placée en redressement judiciaire.
Le 8 décembre 2011, elle a été placée en liquidation judiciaire.